# 마쓰모토 쇼
마쓰모토 쇼(일본어: 松本 翔, 1992년 4월 4일 ~ )는 일본의 축구 선수이다.

## 구단 경력
과거 요코하마 F. 마리노스, 에히메 FC, 레노파 야마구치 FC에서 활동하였다.